# Ptinus gothicus
Ptinus gothicus is een keversoort uit de familie klopkevers (Ptinidae). De wetenschappelijke naam van de soort werd in 1924 gepubliceerd door Scott.